# FA-cupfinalen 2005
FA Cup-finalen 2005 var en cupfinal i fotboll som spelades mellan Arsenal och Manchester United den 21 maj 2005 på Millennium Stadium i Cardiff. Finalen, som var kulmen för den 124:e upplagan av engelsk fotbolls främsta cuptävling FA-cupen, blev den första laget som avgjordes efter straffläggning. Detta trots att Manchester United dominerade spelet under 90 minuters ordinarie tid samt under 30 minuters tilläggstid. Straffsparksläggningen slutade 5–4 till Arsenal, med Patrick Viera som avgörande målskytt och straffläggare efter det att Arsenals målvakt Jens Lehmann räddat Paul Scholes straff.  
Båda lagens tränare gjorde överraskande förändringar i sina respektive lag; Arsène Wenger formerade en för honom mycket ovanlig defensiv formation, medan Sir Alex Ferguson petade mittfältaren Ryan Giggs. Manchester United dominerade matchen totalt och skapade fyra gånger så många målchanser som Arsenal. På tilläggstid fick Arsenals José Antonio Reyes rött kort, och blev därmed andra spelaren som fått rött kort i en FA-cupfinal. 
Brittisk press var samstämmig om att Arsenal hade tur som vann. Wenger medgav det även själv på en presskonferens efteråt. Då respektive lagkapten Patrick Vieira och Roy Keanes lämnade sina lag under året 2005, i kombination med de båda klubbernas ändrade målsättningar under året, innebar det att finalen 2005 betraktas som den naturliga slutpunkten för rivaliteten mellan Manchester United och Arsenal under Wenger och Ferguson.

## Matchen
|  | 21 maj 2005 15:00 | Millennium Stadium, Cardiff000 |

|                                                                      | Arsenal FC               | 5-4 (0-0 vid full tid)                                                    | Manchester United |  |
|                                                                      | (0–0)                    |                                                                           |                   |  |
| Lauren Fredrik Ljungberg Robin Van Persie Ashley Cole Patrick Vieira | Straffsparksläggning 5–4 | Ruud Van Nistelrooy Paul Scholes Cristiano Ronaldo Wayne Rooney Roy Keane |                   |  |

|  |  |  |

| Domare: Rob Styles (England) Ass. domare: Jim Devine och Paul Canadine Fjärdedomare: Neale Barry | Publik: 71 876 |  |